# فدراسیون بین‌المللی بدنسازی و پرورش اندام لیگ حرفه‌ای
فدراسیون بین‌المللی لیگ حرفه‌ای بدن‌سازی و تناسب اندام (IFBB Pro League) بزرگترین نهاد بین‌المللی اداره‌کننده ورزش‌های حرفه‌ای در جهان برای بدن‌سازی حرفه‌ای ، فیزیک، تناسب اندام، فیگور، بیکینی و ولنسی است. این سازمان معتبرترین مسابقات بدنسازی در مسابقات مستر المپیا و میس المپیا و دومین مسابقات معتبر بدنسازی در جشنواره ورزشی آرنولد و مسابقات قهرمانی جهان رایزینگ فینیکس را برگزار می‌کند. 
معادل بدنسازی طبیعی فدراسیون جهانی بدن‌سازی و تناسب‌اندام، INBA/PNBA Global است، زیرا فدراسیون جهانی بدن‌سازی و تناسب‌اندام، به استثنای IFBB Pro League Ben Weider Natural Pro، ورزشکاران را برای استروئیدها یا سایر داروهای افزایش دهنده عملکرد آزمایش نمی‌کند.